# Fabrice Pannekoucke
Fabrice Pannekoucke, né le 14 mai 1975 à Malo-les-Bains (Nord), est un homme politique français de droite membre des Républicains. Son fief électoral est la vallée de la Tarentaise, en Savoie.
Élu conseiller régional d'Auvergne-Rhône-Alpes en 2015, puis nommé vice-président du conseil régional chargé de l'agriculture et des espaces valléens en 2022, il succède à Laurent Wauquiez à sa présidence en 2024, à la suite de l'élection de ce dernier comme député et président de groupe à l'Assemblée nationale. Il est également président de la communauté de communes Cœur de Tarentaise depuis 2009.
Il est maire de Saint-Jean-de-Belleville de 2001 à 2014, puis de Moûtiers de 2014 à 2024.

## Biographie

### Débuts comme maire en Tarentaise
Fabrice Pannekoucke est originaire du Nord de la France et grandit en Savoie,. Après une formation de forestier, il est élu maire de la commune savoyarde de Saint-Jean-de-Belleville en 2001, à 26 ans. Il participe à la création de la communauté de communes Cœur de Tarentaise en 2009 et en devient le président.
Réélu maire de Saint-Jean-de-Belleville en 2008, il est ensuite élu maire de Moûtiers en 2014, menant une liste divers droite face au maire sortant Philippe Nivelle, mandat auquel il est reconduit en 2020,,. Afin d'éviter le cumul des mandats, il devient conseiller municipal de la ville fin 2024.
De 2011 à 2016, Fabrice Pannekoucke est nommé responsable du cabinet d'Hervé Gaymard, alors président du conseil départemental de la Savoie. Cet homme politique, ministre sous la présidence de Jacques Chirac, devient son mentor.

### Conseil régional d'Auvergne-Rhône-Alpes

#### Conseiller régional
Lors des élections régionales de 2015, il est en troisième position sur la liste savoyarde Union des droites menée par Laurent Wauquiez et est élu conseiller régional d'Auvergne-Rhône-Alpes. À partir de septembre 2017, il est délégué aux Vallées de montagne.
Réélu lors des élections de 2021, il prend également en charge le portefeuille de l'agriculture. Dans un contexte de nouvelles compétences régionales en matière d'environnement et de baisse du fond FEADER, il décide de supprimer les subventions au réseau Natura 2000,  au profit de subventions versées au monde agricole, notamment via la Dotation Jeune Agriculteur. Lors de cette vice-présidence, il fait également la promotion de la préférence régionale et de l'autonomie alimentaire et énergétique des exploitations agricoles,. Mediacités note que Pannekoucke s'efface parfois au profit d'Emmanuel Ferrand, élu régional de la majorité et président de la FNSEA de l'Allier.
En tant que président de l'agence Auvergne-Rhône-Alpes Tourisme, élu en octobre 2021, Fabrice Pannekoucke soutient activement l'industrie touristique du ski, tout en promouvant la diversification des activités de montagne et se fait le relai du président du conseil régional Laurent Wauquiez pour pousser la candidature des Alpes françaises aux Jeux olympiques d'hiver de 2030,,.

#### Présidence du conseil régional
En septembre 2024, à la surprise générale, Fabrice Pannekoucke est choisi par Laurent Wauquiez pour lui succéder à la présidence du conseil régional d'Auvergne-Rhône-Alpes. Il aurait notamment été désigné par ce dernier en raison de son soutien sur le dossier des Jeux olympiques de 2030,. Ayant recueilli 132 voix sur 204, il est élu le 5 septembre 2024. Cependant, malgré sa démission, Laurent Wauquiez est nommé « conseiller spécial » auprès de son dauphin et est accusé par l'opposition de conserver sa mainmise sur les affaires régionales en vue des élections présidentielles de 2027,,. Selon elle, en communiquant, en s'engageant personnellement et en cosignant des courriers officiels, L. Wauquiez pratiquerait un détournement du non-cumul des mandats, ; un procédé qui inquiète également la direction juridique de la région, les syndicats et l'observatoire de l'éthique publique. Par exemple, c'est en binôme que le président et son conseiller spécial envoient une lettre signée de leur main adressée aux agriculteurs de la région qui diffame l'Office français de la biodiversité tout en offrant l'aide juridique de la région en cas de litige et en réclamant sa dissolution,.
Fabrice Pannekoucke se situe dans la continuité de la politique menée par L. Wauquiez. Dans son discours d'investiture, il énonce plusieurs priorités régionales, dont la relocalisation industrielle, la sécurité, le renforcement du service public de la santé et le rééquilibrage des inégalités territoriales. La direction de son cabinet reste la même que celle de son prédécesseur. Néanmoins, les conseillers régionaux notent un changement de forme chez le nouveau président : ses discours sont qualifiés de plus courtois et montrent une absence de connivence avec l’extrême droite.

## Mise en cause
En 2019, lors d'une enquête sur le fonctionnement du conseil départemental de la Savoie présidé par Hervé Gaymard, la chambre régionale des comptes a mis en cause Fabrice Pannekoucke, pour un emploi fantôme de chargé de mission de 2013 à 2015 rémunéré 65 574 euros net. En effet, la chambre n'ayant pas été convaincue par « l’effectivité des travaux réalisés au cours de la période où il a occupé cet emploi », il lui est reproché d'avoir exercé des fonctions politiques pour le compte du Conseil général, ce qui constitue un mésusage de l'affectation budgétaire de son salaire,. L'attribution d'un véhicule de fonction est également dénoncée. L'élu s'est opposé aux conclusions de la Chambre, considérant « qu'il y a eu du travail que la chambre n’a pas envie de reconnaître comme une mission de service ». Aucune suite judiciaire n'a été donnée à cette enquête.